# Crepello
Crepello (1954-1974) est un cheval de course pur-sang anglais, vainqueur du Derby d'Epsom en 1957.

## Carrière de courses
Élevé en Angleterre pas son propriétaire le riche homme d'affaires Victor Sassoon, Crepello est envoyé à Newmarket chez Noel Murless, l'un des plus grands entraîneurs de l'histoire des courses britanniques. Confié au non moins fameux Lester Piggott, qui sera son unique partenaire en course, le poulain débute directement dans les prisés Windsor Castle Stakes, un sprint pour 2 ans très estimés disputé lors du meeting de Royal Ascot. Il y échoue d'une tête pour la victoire, battu sur le fil par Fulfer, vainqueur sans lendemain. Il échoue plus nettement dans les Middle Park Stakes, quatrième de Pipe of Peace, qui sera sacré meilleur 2 ans anglais à la fin de l'année. Mais Crepello le suit de près : lauréat en fin d'année des Dewhurst Stakes, il pose en même temps sa candidature pour les classiques du printemps 1957. 
Crepello fait sa rentrée directement dans les 2000 Guinées. Et s'impose. Devant Quorum et Pipe of Dream, auquel il ravit le titre de meilleur poulain de sa génération. Il enchaîne avec le Derby d'Epsom. Et s'impose. Cette fois devant l'Irlandais Ballymoss, star en devenir dont l'immense carrière culminera l'année suivante avec son succès dans le Prix de l'Arc de Triomphe. Pour sa victoire dans le Derby, qu'il a bouclé en 2'35"40, soit le meilleur chrono depuis celui de Mahmoud en 1936, Crepello se voit attribuer un rating de 136 de la part de Timeform, ce qui le place dans le haut du panier des Derby-winners. On n'en saura pas plus. Le poulain a les antérieurs fragiles, ce qui lui vaut d'être reconnaissable dans le peloton, grâce à ses bandages. Et les antérieurs le trahissent. Il doit déclarer forfait dans les King George & Queen Elizabeth Stakes en juillet puis, alors qu'il est annoncé en septembre dans le St. Leger avec l'espoir de ravir la Triple Couronne, Noel Murless annonce qu'on ne le reverra plus jamais sur un hippodrome, laissant entière la question de la réelle valeur et des éventuelles limites de cette étoile filante.  

### Résumé de carrière
| Date         | Hippodrome  | Pays        | Course                 | Distance    | Jockey      | Place       | Écart       | Vainqueur ou deuxième |
| 1956, 2 ans  | 1956, 2 ans | 1956, 2 ans | 1956, 2 ans            | 1956, 2 ans | 1956, 2 ans | 1956, 2 ans | 1956, 2 ans | 1956, 2 ans           |
| ------------ | ----------- | ----------- | ---------------------- | ----------- | ----------- | ----------- | ----------- | --------------------- |
| Juin         | Ascot       | Royaume-Uni | Windsord Castle Stakes | 1 000 m     | L. Piggott  | 2e / 16     | tête        | Fulfer                |
| Septembre    | Newmarket   | Royaume-Uni | Middle Park Stakes     | 1 200 m     | L. Piggott  | 4e / 8      | 2 ¾         | Pipe of Peace         |
| 1er novembre | Newmarket   | Royaume-Uni | Dewhurst Stakes        | 1 400 m     | L. Piggott  | 1er / 4     | 3/4         | Doutelle              |
| 1957, 3 ans  |             |             |                        |             |             |             |             |                       |
| 1er mai      | Newmarket   | Royaume-Uni | 2000 Guineas           | 1 600 m     | L. Piggott  | 1er / 14    | 1/2         | Quorum                |
| 5 juin       | Epsom       | Royaume-Uni | Derby                  | 2 400 m     | L. Piggott  | 1er / 22    | 1 ½         | Ballymoss             |

## Au haras
Cette fragilité aux jambes qui l'a trahi, Crepello aura la mauvaise réputation de la transmettre à sa descendance, et il est vrai que beaucoup de ses produits seront inaptes à la compétition. Pourtant, retiré au haras de son propriétaire, Eve Stud, à Woodditton dans le Cambridgeshire, il a réalisé une brillante carrière d'étalon, qui le conduira au titre de Champion Sire en 1969 et de Champion broodmare sire en 1974. On lui doit le champion Busted (Eclipse Stakes, King George & Queen Elizabeth Stakes, cheval de l'année en Angleterre en 1967), son meilleur continuateur au haras, et les classiques Mysterious (1000 Guinées, Oaks), Caergwrle (1000 Guinées), Celina (Irish Oaks) et Crepellana (Prix de Diane). Il est également le père de mère de Altesse Royale (1000 Guinées, Oaks, Irish Oaks ou du champion allemand Marduk II (Derby allemand, Grosser Preis von Baden).

## Origines
Crepello est un fils de Donatello, champion élevé par Federico Tesio qui resta invaincu en Italie (Gran Criterium, Derby Italien, Gran Premio di Milano, Gran Premio d'Italia) et ne connut qu'une défaite, dans le Grand Prix de Paris 1937, battu par Clairvoyant. Vendu en Angleterre comme étalon, il revendique aussi la paternité de Alycidon, l'un des meilleurs stayers de l'histoire. 
Crepello est le deuxième produit de Crepuscule, qui ne remporta qu'une seule course mais allait se révéler une poulinière d'exception, mère de :
- Honeylight (1953, par Honeyway) : 1000 Guinées, 3e Yorkshire Oaks, 4e Oaks.
- Crepello (1954)
- Crepina (1956, par Pinza), mère de :
  - Rangong (par Right Royal) : Geoffrey Freer Stakes, Yorkshire Cup, St Simon Stakes, 2e Dante Stakes.
- Twilight Alley (1959, par Alycidon) : Gold Cup, 2e Henry II Stakes.

Crepuscule est issue d'une brillante lignée française puisqu'elle est petite-fille de Dulce, deuxième de la Poule d'Essai des Pouliches en 1935, et exportée en Angleterre en 1937, elle-même issue de la grande Dorina, lauréate du Prix de la Salamandre, du Grand Criterium, du Prix de Diane, du Prix Vermeille, deuxième de la Poule d'Essai des Pouliches et du Prix de l'Arc de Triomphe 1926. 

### Pedigree
| Origines de Crepello (GB), mâle alezan né en 1954 | Origines de Crepello (GB), mâle alezan né en 1954 | Origines de Crepello (GB), mâle alezan né en 1954 | Origines de Crepello (GB), mâle alezan né en 1954 |
| ------------------------------------------------- | ------------------------------------------------- | ------------------------------------------------- | ------------------------------------------------- |
| Père Donatello 1934                               | Blenheim 1927                                     | Blandford 1919                                    | Swynford                                          |
| Père Donatello 1934                               | Blenheim 1927                                     | Blandford 1919                                    | Blanche                                           |
| Père Donatello 1934                               | Blenheim 1927                                     | Malva 1919                                        | Chales Omalley                                    |
| Père Donatello 1934                               | Blenheim 1927                                     | Malva 1919                                        | Wild Arum                                         |
| Père Donatello 1934                               | Delleana 1925                                     | Clarissimus 1913                                  | Radium                                            |
| Père Donatello 1934                               | Delleana 1925                                     | Clarissimus 1913                                  | Quintessence                                      |
| Père Donatello 1934                               | Delleana 1925                                     | Duccia di Buoninsegna 1920                        | Bridge of Earn                                    |
| Père Donatello 1934                               | Delleana 1925                                     | Duccia di Buoninsegna 1920                        | Dutch Mary                                        |
| Mère Crepuscule 1948                              | Mieuxce 1933                                      | Massine 1920                                      | Consols                                           |
| Mère Crepuscule 1948                              | Mieuxce 1933                                      | Massine 1920                                      | Mauri                                             |
| Mère Crepuscule 1948                              | Mieuxce 1933                                      | L'Olivete 1925                                    | Opott                                             |
| Mère Crepuscule 1948                              | Mieuxce 1933                                      | L'Olivete 1925                                    | Jonicole                                          |
| Mère Crepuscule 1948                              | Red Sunset 1941                                   | Solario 1922                                      | Gainsborough                                      |
| Mère Crepuscule 1948                              | Red Sunset 1941                                   | Solario 1922                                      | Sun Worship                                       |
| Mère Crepuscule 1948                              | Red Sunset 1941                                   | Dulce 1932                                        | Asterus                                           |
| Mère Crepuscule 1948                              | Red Sunset 1941                                   | Dulce 1932                                        | Dorina (famille 16-d)                             |